# 叉梗顶冰花
叉梗顶冰花（学名：Gagea divaricata）为百合科顶冰花属下的一个种。

## 扩展阅读
- 維基物種上的相關：叉梗顶冰花